# NGC 927
NGC 927 (другие обозначения — UGC 1908, MCG 2-7-9, MK 593, ZWG 439.9, IRAS02239+1155, PGC 9292) — спиральная галактика с перемычкой (SBc) в созвездии Овен. Открыта Иоганном Пализой в 1885 году. Описание Дрейера: «тусклый, маленький объект, более яркий в середине».
Это крупная галактика обращена к Земле плашмя, благодаря этому в ней удобно наблюдать спиральный узор и получать кривые вращения галактики. В 2015 году данные о галактике использовались для оценки модифицированной теории ньютоновской динамики, и модель показала хорошее соответствие наблюдательным данным.
27 августа 2012 году в этой галактике была обнаружена сверхновая типа Ia.